# نطاق سوان

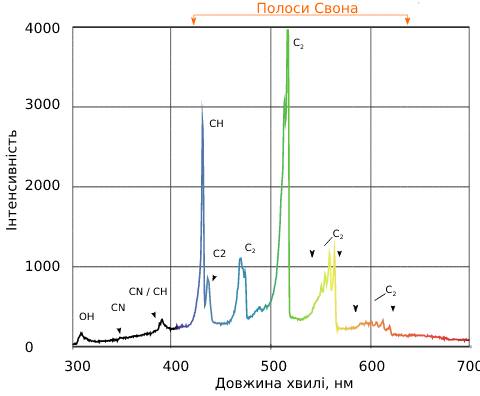
طيف اللهب الأزرق

نطاق سوان(بالإنجليزي: Swan band) هي صفة تطلق على نطاق أطياف النجوم الكربونية والمذنبات وحرق الوقود هيدروكربوني, سميت بذلك نسبة للفيزيائي ويليام سوان الذي درس التحليل الطيفي لكربون C2 عام 1856 